# Väinö Markkanen
Väinö Johannes Markkanen (ur. 29 maja 1929 w Paltamo, zm. 10 czerwca 2022 w Lohji) – fiński strzelec sportowy. Złoty medalista olimpijski z Tokio.
Specjalizował się w strzelaniu z pistoletu. Zawody w 1964 były jego jedynymi igrzyskami i triumfował w pistolecie dowolnym na dystansie 50 metrów. Był medalistą mistrzostw świata i Europy oraz wielokrotnym mistrzem Finlandii.